# Spoorlijn Le Dorat - Limoges-Bénédictins
De spoorlijn Le Dorat - Limoges-Bénédictins is een Franse spoorlijn van Le Dorat naar Limoges. De lijn is 55,4 km lang en heeft als lijnnummer 606 000.

## Geschiedenis
De lijn werd geopend in gedeeltes geopend door de Administration des chemins de fer de l'État, van Le Dorat naar Couzeix-Chaptelat op 31 december 1880 en van Couzeix-Chaptelat naar Limoges-Bénédictins op 21 februari 1881. In 1883 ging de concessie over naar de Compagnie du chemin de fer de Paris à Orléans.

## Treindiensten
De SNCF verzorgt het personenvervoer op dit traject met TER treinen.
| Serie | Treinsoort | Route                          | Bijzonderheden |
| ----- | ---------- | ------------------------------ | -------------- |
| L 24  | TER (SNCF) | Poitiers – Limoges-Bénédictins |                |

## Aansluitingen
In de volgende plaats was er een aansluiting op de volgende spoorlijnen:
Le Dorat
RFN 604 000, spoorlijn tussen Mignaloux-Nouaillé en Bersac
RFN 605 000, spoorlijn tussen Le Dorat en Limoges-Bénédictins
pK 470,2
RFN 606 606, stamlijn ZI de Limoges
Poste D
RFN 590 306, raccordement tussen Limoges-Puy-Imbert en Limoges-Montjovis
Limoges-Bénédictins
RFN 590 000, spoorlijn tussen Les Aubrais-Orléans en Montauban-Ville-Bourbon
RFN 610 000, spoorlijn tussen Limoges-Bénédictins en Angoulême
RFN 611 000, spoorlijn tussen Limoges-Bénédictins en Périgueux

## Galerij

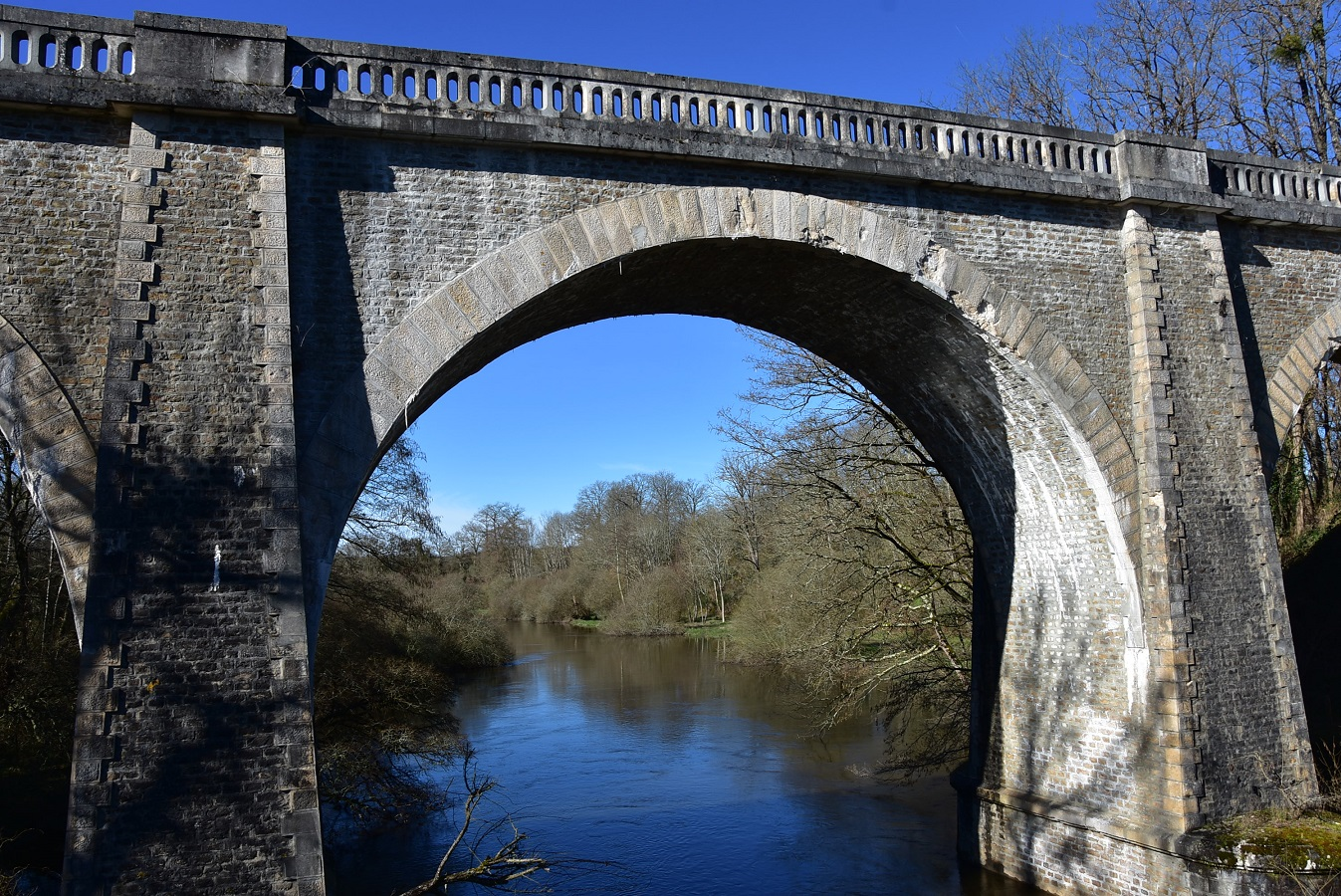
Spoorviaduct over de Gartempe.
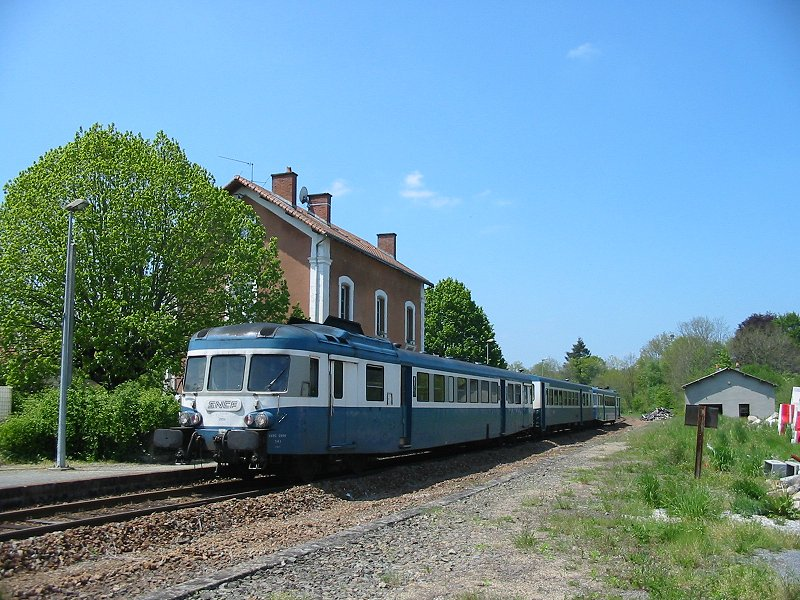
Treinstel type X2800 in Nieul.